# DPCD
DPCD (англ. Deleted in primary ciliary dyskinesia homolog (mouse)) – білок, який кодується однойменним геном, розташованим у людей на 10-й хромосомі. Довжина поліпептидного ланцюга білка становить 203 амінокислот, а молекулярна маса — 23 240.
| 10         |  | 20         |  | 30         |  | 40         |  | 50         |
| ---------- |  | ---------- |  | ---------- |  | ---------- |  | ---------- |
| MAVTGWLESL |  | RTAQKTALLQ |  | DGRRKVHYLF |  | PDGKEMAEEY |  | DEKTSELLVR |
| KWRVKSALGA |  | MGQWQLEVGD |  | PAPLGAGNLG |  | PELIKESNAN |  | PIFMRKDTKM |
| SFQWRIRNLP |  | YPKDVYSVSV |  | DQKERCIIVR |  | TTNKKYYKKF |  | SIPDLDRHQL |
| PLDDALLSFA |  | HANCTLIISY |  | QKPKEVVVAE |  | SELQKELKKV |  | KTAHSNDGDC |
| KTQ        |  |            |  |            |  |            |  |            |

A: Аланін

C: Цистеїн

D: Аспарагінова кислота

E: Глутамінова кислота

F: Фенілаланін

G: Гліцин

H: Гістидин

I: Ізолейцин

K: Лізин

L: Лейцин

M: Метіонін

N: Аспарагін

P: Пролін

Q: Глутамін

R: Аргінін

S: Серин

T: Треонін

V: Валін

W: Триптофан